# Synagoge (Landeshut)

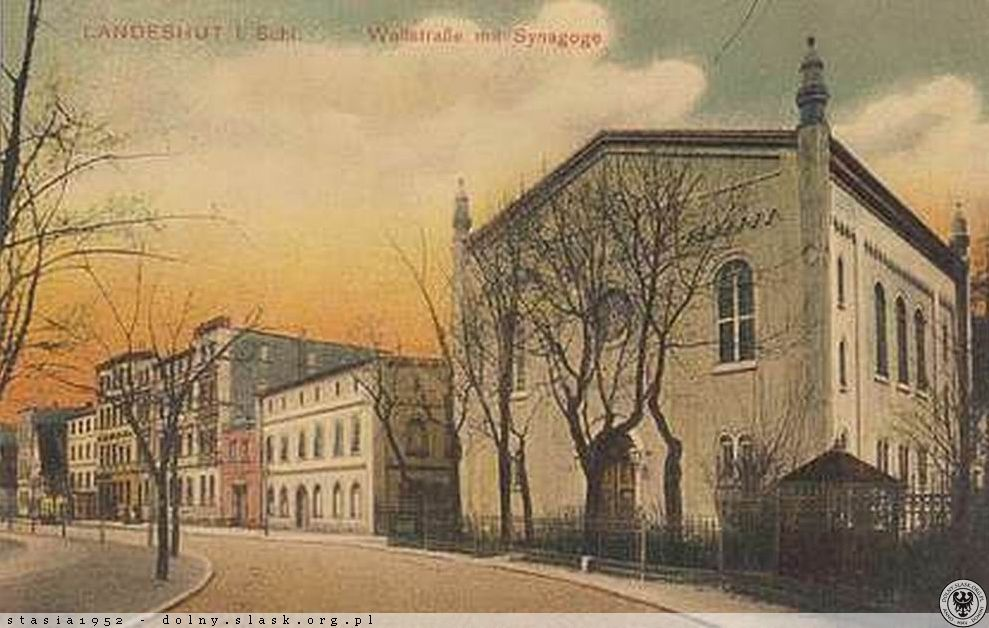
Postkarte mit der Synagoge in Landeshut (um 1915/20)

Die Synagoge in Landeshut (polnisch Kamienna Góra), einer polnischen Stadt in der Woiwodschaft Niederschlesien, wurde von 1856 bis 1858 errichtet. Die Synagoge befand sich in der Wallstraße (heute Aleja Wojska Polskiego).
Der Synagogenneubau ersetzte einen 1826 errichteten Betsaal. Das Gebäude im neoromanischen Stil mit maurischen Elementen wurde im Mai 1858 unter Anwesenheit staatlicher und kommunaler Behördenvertreter eingeweiht.
Während der Novemberpogrome 1938 wurde die Landeshuter Synagoge in Brand gesetzt. Die bereitstehende Feuerwehr soll nicht eingegriffen haben.